# Nome volgare
In tassonomia, il nome volgare, nome comune o nome vernacolare è il nome con cui è comunemente conosciuto un taxon o un organismo, distinto dal nome scientifico, utilizzato nella nomenclatura binomiale in zoologia e botanica.
Generalmente esso può presentare caratteristiche diverse a seconda che sia stato attribuito dalla parlata comune nel tempo o che sia un termine inventato corrispondente alla traduzione linguistica del nome scientifico.
Il nome comune svolge quindi la duplice funzione di identificare una data specie in un dato luogo e di fornire un nome più comprensibile di quello latino scientifico.
Per fare qualche esempio, "ghepardo" è il nome comune di Acinonyx jubatus, mentre "margherita" lo è di Leucanthemum vulgare.